# ميمي ألفورد
ميمي ألفورد (بالإنجليزية: Mimi Alford)‏ هي كاتِبة أمريكية، ولدت في 7 مايو 1943 في تيكساركانا في الولايات المتحدة.

## وصلات خارجية
- ميمي ألفورد على موقع إن إن دي بي (الإنجليزية)